# Коновалова (Свердловская область)
Коновалова — упразднённая в августе 1996 года деревня в Талицком районе Свердловской области, Россия. Ныне урочище.

## Географическое положение
Деревня Коновалова была расположена в юго-восточной части Талицкого района, недалеко от границы с Тугулымским, на расстоянии около 8 километров от посёлка Ертарский Тугулымского района, на притоке реки Беляковка — речке Берёза. По названию этой реки деревня также называлась Берёза, или Берёзовая. На реке возле бывшей деревни сохранился пруд.

## История
Деревня основана в начале 19 века и в 1832 году вместе с другими окрестными деревнями причислена к Ертарскому заводу, относилась к приходу села Беляковское, позднее входила в состав Буткинской волости третьего стана Шадринского уезда Пермской губернии. По состоянию на 1875 год в деревне насчитывалось 66 дворов, проживало 153 мужчины и 208 женщин.
Упразднена 7 августа 1996 года.